# Надольский, Отто
Отто Надольский (пол. Otto Nadolski; 18 ноября 1880 — 4 декабря 1941, Львов) — инженер-гидротехник, ректор Львовской политехники в 1926—1927, 1933—1936 годах, президент Львова (1928—1930).

## Биография
Родился на Самборщине. Окончил Львовскую гимназию и инженерный отдел Львовской политехники (1904—1909).
Инспектор водно-канализационного ведомства Львовского наместничества в Львове. В то же время (1909—1914) конструктор кафедры водного строительства.
В 1922—1923 годах декан коммуникационного отдела, ректор Львовской политехники. Как правительственный комиссар Львова способствовал созданию т. н. Большого Львова и развитии водопровода и канализации.
Проектировал водные запоры на р. Попраде и Дунайце, разработал план развития санатория у Колодца (1920).
Член научных и общественных обществ.
Умер в Львове в 1941 году.

## Награды
- Командорский крест Орден Возрождения Польши (11 ноября 1937, «за заслуги на поле научного труда»)[3][4]
- Золотой Крест Заслуги (1 сентября 1930, «за заслуги в организации и развитии Восточных торгов во Львове»)[5]